# Linyphia neophita
Linyphia neophita är en spindelart som beskrevs av Nicholas Marcellus Hentz 1850. Linyphia neophita ingår i släktet Linyphia och familjen täckvävarspindlar. Inga underarter finns listade i Catalogue of Life.